# Android (operacijski sistem)
Android je operacijski sistem za pametne telefone, ter ostale prenosne naprave. Zgrajen je na Linuxovem jedru.

## Začetki
Za razvoj Androida je najzaslužnejši Google, ki je ravno v ta namen ustanovil poslovno združenje več podjetij, imenovano Open Handset Alliance (OHA), ter pod svoje okrilje vzel hitro rastoče podjetje Android, Inc. Poslovno združenje so ustanovili oziroma predstavili javnosti 5. novembra 2007 s prizadevanjem skupnega razvoja odprtih standardov na področju telefonije ter ostalih prenosnih naprav, saj poslovno združenje teži k razvoju inovacij na področju mobilne telefonije, ter prenosnih naprav, prav tako pa želi približati te telefone uporabnikom z vedno cenejšimi in boljšimi pametnimi telefoni, ter prenosnimi napravami.

## Prednosti uporabe platforme
- ker je Android odprtokoden, omogoča cenejše in lažje razvijanje programov. Občutno prednost tu občutijo tudi uporabniki, saj so programi za ta operacijski sistem večinoma brezplačni.
- omogoča cenejše, lažje in hitrejše razvijanje pametnih telefonov (proizvajalcem ni treba več razvijati operacijskih sistemov, lahko pa razvijajo posamezne komponente sistema)
- je enostaven, odziven in omogoča večopravilnost
- se samodejno sinhronizira z Googlovimi storitvami

## Različice popravkov oz. zgodovina Androida
Besede v oklepajih, ki ležijo pod naslovi popravkov, so njihova imena; popravki so poimenovani po sladicah, ki si sledijo po abecednem redu.

### Android 1.0
Prva različica operacijskega sistema, ki je prišla na trg s prvimi pametnimi telefoni 9. februarja 2009. Operacijski sistem je vseboval funkcije, kot so budilka, testni prikaz (demo) uporabniškega vmesnika, pregledovalnik za internet, kamero, itd. Ta različica operacijskega sistema je bila zelo okrnjena vendar je predstavljala začetek popularnega sistema za mobilne telefone.

### Android 1.5
(Cupcake)
Popravek za različico 1.0. Ta različica operacijskega sistema je sprožila pravo poplavo pametnih telefonov na tržišču in med uporabniki. Poleg različice 1.0 so tej različici dodatno dodali še možnosti dodajanja medijskih datotek neposredno na internet, možnost bluetooth povezave, animacije na ekranu, itd. Operacijski sistem je nastal na platformi Linux Kernel 2.6.27.

### Android 1.6
(Donut)
Splavili so ga 15. septembra, 2009. Dodan mu je bil nov, preglednejši, uporabnejši Android Market za prenos programov, skupaj z Open Handset Alliance so pripravili telefon HTC Hero in na njem uspešno zagnali to različico operacijskega sistema. Na ta način so prvič pritegnili pozornost ostalih večjih proizvajalcev mobilnih telefonov. Nastal je na platformi Linux Kernel 2.6.29.

### Android 2.0
(Eclair)
Android 2.0 je nastal v rekordnem času od zadnjega popravka, 26. oktobra 2009. Ta različica je bila nekaj novega, saj so jo pričeli izdelovati od samega začetka in ni popravek. Zaradi ponovne izdelave, so se vsem uporabnikom prejšnjih različic operacijskega sistema telefoni nadgradili v celoti. Posledice so bile občutna pohitritev odzivnega časa operacijskega sistema, novi uporabniški vmesniki, bluetooth 2.1 in podobno.

### Android 2.2
(Froyo)
Popravek se je sprva pojavil na telefonu HTC Nexus One, sčasoma pa tudi na ostalih pametnih telefonih. Ključne značilnosti popravka so bile nalaganje aplikacij na spominsko kartico telefona, vizualno popravljeni in spremenjeni uporabniški vmesniki, ter spremenjen Android market, ki je sedaj omogočal samodejne posodobitve aplikacij.

### Android 2.3
(Gingerbread)
Pojavil se je 6. decembra 2010. Ker so se pri tem popravku večinoma osredotočili na strojno opremo, vsebuje popravek dva nova senzorja (giroskop, barometer). Dodana so tudi orodja za kopiranje in lepljenje datotek. Prav tako so ta popravek razširili tudi za širše ločljivosti zaslonov (XVGA ali večje).

### Android 3.0
(Honeycomb)
Pojavil se je 22. februarja 2011. Je prvi android, ki je bil namenjen le tablicam. Prva tablica z androidom 3.0, imenovana Motorola Xoom, je izšla 24. februarja 2011. Zasnovan je bil na platformi Linux kernel 3.0.1.

### Android 4.0
(Ice cream sandwich)
Na trg je prispel skupaj s telefonom Galaxy Nexus 19. okrobra 2011. Izvorno kodo je Google objavil na spletu 14. novembra 2011. V obilici popravkov in dodatnih funkcionalnosti sistema izstopajo strojno pospešen grafični vmesnik, prenova grafičnega vmesnika, odklep s prepoznavo obraza, nov spletni brskalnik, izboljšana aplikacija za kamero, itd.

### Android 4.1/4.2/4.3
(Jelly Bean)
Google je Android 4.1 napovedal na konferenci 27. junija 2012. Izšel je 9. julija 2012, prva naprava, ki je poganjala Android 4.1 pa je bila tablica Nexus 7, ki je izšla 13. julija 2012. Google je hotel napovedati Android 4.2 29. oktobra 2012 v New Yorku, vendar je dogodek odpadel zaradi orkana Sandy-ja. Google ni prestavil dogodka, namesto tega je izid napovedal kar preko medijev. Prvi napravi, ki sta poganjali Android 4.2 sta bili LG Nexus 4 in Samsung Nexus 10, ki sta izšli 13. novembra 2012.

### Android 4.4
(Kit Kat)
Predstavljen naj bi bil 14. oktobra 2013 v okviru Google I/O konference. Prva naprava z najnovejšo verzijo Android OS naj bi bil novi Google Nexus 5, ki je bil prav tako predstavljen na omenjeni konferenci.

### Android 5.0
(Lollipop)
Predstavljen je bil na konferenci Google I/O 2014. Prva naprava s to različico je bil Motorola Nexus 6, za njim pa vsi Nexusi do Nexusa 4. 

## Zgradba operacijskega sistema
Operacijski sistem Android je sestavljen iz petih elementov. Ti elementi so aplikacije, njihovo ogrodje, knjižnice, prevajalnik, in Linux kernel.

### Aplikacije
Vse te aplikacije so napisane v programskem jeziku Java. Poleg nje se za izdelavo programov uporablja tudi Xml. Aplikacije so sestavljene v Android paket s končnico ."apk."
Vsaka aplikacija se požene v svojem Linux procesu. Operacijski sistem požene proces takrat, ko mu je poslana zahteva za izvajanje aplikacije. Ko z izvajanjem aplikacije zaključimo, se proces zapre. To omogoča rabo pomnilnika tudi drugim aplikacijam. Vsak posamezni proces se prevede posebej, kar omogoči izoliranje aplikacij, da delujejo med sabo neodvisno. Vsaki aplikaciji se ob zagonu ustvari tudi lastna identifikacijska koda, kateri se nato dodajo pravice za uporabo strojne opreme.

### Aplikacijsko ogrodje
V aplikacijskem ogrodju se nahajajo vse sistemske aplikacije, ki se uporabljajo za koordiniranje aplikacij. Te aplikacije so:
- upravljavec aktivnosti
- upravljavec pomnilnika
- upravljavec lokacij
- upravljavec obvestil

### Knjižnice
So temeljni del sistema Android. Do njih navaden uporabnik operacijskega sistema ne more dostopati. Uporabljajo jih razvijalci za dostop do strojnih komponent naprave.

### Prevajalnik
Operacijski sistem Android za prevajanje kod aplikacij do verzije 4.4 uporablja prevajalnik JIT (Just in time compiler). To omogoča prenos aplikacij na več različnih prenosnih naprav, brez ponovnega pisanja izvorne kode. V verziji 4.4 je uvedena možnost vklopa prevajalnika ART (Android Run Time), ki vse aplikacije prevede ob zagonu (AOT). 

## Google Play
Google Play je licenčna aplikacija podjetja Google, ki se uporablja za prenos oziroma za nalaganje aplikacij. To se izvršuje na dva načina. Lahko jih nalagamo neposredno preko aplikacije, ali pa jih naložimo preko enolične kode, katero s prenosno napravo preberemo. Po branju nato Google Play sam poišče aplikacijo na njihovem strežniku, jo prenese, ter namesti na prenosno napravo. Aplikacija je bila predstavljena na Googlovi konferenci oktobra 2008. Je zelo priročna aplikacija za distribucijo aplikacij. Poleg aplikacij, so na Google Play objavljeni tudi filmi, glasba, knjige, revije in naprave. Le-te sicer še niso na voljo v Sloveniji, jih je pa mogoče uporabljati z uporabo t. i. proxy-jev.